# Борго Фађоли (Ферара)
Борго Фађоли (итал. Borgo Fagioli) је насеље у Италији у округу Ферара, региону Емилија-Ромања.
Према процени из 2011. у насељу је живело 18 становника. Насеље се налази на надморској висини од 3 м.